# 兵庫県道491号摩耶埠頭線
兵庫県道491号摩耶埠頭線（ひょうごけんどう491ごう まやふとうせん）は、兵庫県神戸市灘区を通る一般県道である。

## 概要
神戸市灘区摩耶埠頭から神戸市灘区味泥町に至る。

### 路線データ
- 起点：神戸市灘区摩耶埠頭
- 終点：神戸市灘区味泥町（岩屋交差点、国道2号交点、国道43号終点）

## 地理

### 通過する自治体
- 神戸市（灘区）

### 交差する道路
| 交差する道路                    | 交差する場所 | 交差する場所                          |
| ------------------------------- | ------------ | ------------------------------------- |
| 阪神高速3号神戸線               | 味泥町       | 摩耶ランプ交差点 3-14/3-15 摩耶出入口 |
| 国道2号 国道43号 国道171号 重複 | 味泥町       | 岩屋交差点 / 終点                     |

### 沿線
- 神戸市立灘さくら支援学校